# PBAN
Poli(butadien-co-kwas akrylowy-co-akrylonitryl) (PBAN) – statystyczny kopolimer (terpolimer) butadienu, kwasu akrylowego i akrylonitrylu. Został otrzymany w 1954 roku przez Thiokol i stosowany jako składnik paliw rakietowych (np. TP-H-1011). Posiada lepsze właściwości mechaniczne od innego kopolimeru butadienu i kwasu akrylowego, PBAA – poli(butadien-co-kwas akrylowy).